# Joaquín Argonz
Joaquín Argonz (n. Rosario, Santa Fe, Argentina, 22 de noviembre de 1898 - 1971) fue un médico y político argentino, gobernador de la provincia de Santa Fe entre 1941 y 1943.
Estudió medicina en la Universidad de Buenos Aires y se especializó en endocrinología y nutrición.
En política ejerció varios cargos, entre ellos fue Diputado Nacional entre 1932 y 1934.
En 1934 presidió la Conferencia de Analfabetismo y fue delegado argentino ante la Conferencia Interamericana de Chile.  También Publicó el "Tratado de Semiología Médica" en colaboración con el Dr. Enrique B. del Castillo.
El 10 de abril de 1941 fue elegido como gobernador de la provincia de Santa Fe.  Durante su gobierno se impulsó la educación, se creó el Ministerio de Salud Pública y Trabajo y también se creó la Caja de Asistencia Social a la vejez, a la invalidez, a la madre y a los huérfanos.